# Selección de fútbol sub-17 de Fiyi
La selección de fútbol sub-17 de Fiyi es el equipo representativo de dicho país en las competiciones oficiales. Su organización está a cargo de la Asociación de Fútbol de Fiyi, miembro de la OFC y la FIFA.
Fue segundo en la edición 1999 del Campeonato Sub-17 de la OFC.

## Estadísticas

### Copa Mundial Sub-17
| Año                         | Fase              | Posición          | PJ                | PG                | PE                | PP                | GF                | GC                |
| --------------------------- | ----------------- | ----------------- | ----------------- | ----------------- | ----------------- | ----------------- | ----------------- | ----------------- |
| China 1985                  | No se clasificó   | No se clasificó   | No se clasificó   | No se clasificó   | No se clasificó   | No se clasificó   | No se clasificó   | No se clasificó   |
| Canadá 1987                 | No se clasificó   | No se clasificó   | No se clasificó   | No se clasificó   | No se clasificó   | No se clasificó   | No se clasificó   | No se clasificó   |
| Escocia 1989                | No se clasificó   | No se clasificó   | No se clasificó   | No se clasificó   | No se clasificó   | No se clasificó   | No se clasificó   | No se clasificó   |
| Italia 1991                 | No se clasificó   | No se clasificó   | No se clasificó   | No se clasificó   | No se clasificó   | No se clasificó   | No se clasificó   | No se clasificó   |
| Japón 1993                  | No se clasificó   | No se clasificó   | No se clasificó   | No se clasificó   | No se clasificó   | No se clasificó   | No se clasificó   | No se clasificó   |
| Ecuador 1995                | No se clasificó   | No se clasificó   | No se clasificó   | No se clasificó   | No se clasificó   | No se clasificó   | No se clasificó   | No se clasificó   |
| Egipto 1997                 | No se clasificó   | No se clasificó   | No se clasificó   | No se clasificó   | No se clasificó   | No se clasificó   | No se clasificó   | No se clasificó   |
| Nueva Zelanda 1999          | No se clasificó   | No se clasificó   | No se clasificó   | No se clasificó   | No se clasificó   | No se clasificó   | No se clasificó   | No se clasificó   |
| Trinidad y Tobago 2001      | No se clasificó   | No se clasificó   | No se clasificó   | No se clasificó   | No se clasificó   | No se clasificó   | No se clasificó   | No se clasificó   |
| Finlandia 2003              | No se clasificó   | No se clasificó   | No se clasificó   | No se clasificó   | No se clasificó   | No se clasificó   | No se clasificó   | No se clasificó   |
| Perú 2005                   | No se clasificó   | No se clasificó   | No se clasificó   | No se clasificó   | No se clasificó   | No se clasificó   | No se clasificó   | No se clasificó   |
| Corea del Sur 2007          | No se clasificó   | No se clasificó   | No se clasificó   | No se clasificó   | No se clasificó   | No se clasificó   | No se clasificó   | No se clasificó   |
| Nigeria 2009                | Sin participación | Sin participación | Sin participación | Sin participación | Sin participación | Sin participación | Sin participación | Sin participación |
| México 2011                 | No se clasificó   | No se clasificó   | No se clasificó   | No se clasificó   | No se clasificó   | No se clasificó   | No se clasificó   | No se clasificó   |
| Emiratos Árabes Unidos 2013 | No se clasificó   | No se clasificó   | No se clasificó   | No se clasificó   | No se clasificó   | No se clasificó   | No se clasificó   | No se clasificó   |
| Chile 2015                  | No se clasificó   | No se clasificó   | No se clasificó   | No se clasificó   | No se clasificó   | No se clasificó   | No se clasificó   | No se clasificó   |
| India 2017                  | No se clasificó   | No se clasificó   | No se clasificó   | No se clasificó   | No se clasificó   | No se clasificó   | No se clasificó   | No se clasificó   |
| Brasil 2019                 | No se clasificó   | No se clasificó   | No se clasificó   | No se clasificó   | No se clasificó   | No se clasificó   | No se clasificó   | No se clasificó   |
| Indonesia 2023              | No se clasificó   | No se clasificó   | No se clasificó   | No se clasificó   | No se clasificó   | No se clasificó   | No se clasificó   | No se clasificó   |
| Qatar 2025                  | Clasificado       | Clasificado       | Clasificado       | Clasificado       | Clasificado       | Clasificado       | Clasificado       | Clasificado       |
| Total                       | 0/19              | 0º                | 0                 | 0                 | 0                 | 0                 | 0                 | 0                 |

### Campeonato Sub-17 de la OFC
| Año                     | Fase              | Posición          | PJ                | PG                | PE                | PP                | GF                | GC                |
| ----------------------- | ----------------- | ----------------- | ----------------- | ----------------- | ----------------- | ----------------- | ----------------- | ----------------- |
| Nueva Zelanda 1983      | Quinto lugar      | 5.º               | 5                 | 0                 | 2                 | 3                 | 6                 | 18                |
| República de China 1986 | Quinto lugar      | 5.º               | 4                 | 0                 | 2                 | 2                 | 2                 | 8                 |
| Australia 1989          | Cuarto lugar      | 4.º               | 4                 | 1                 | 0                 | 3                 | 9                 | 23                |
| Nueva Zelanda 1991      | Tercer lugar      | 3.º               | 4                 | 0                 | 0                 | 4                 | 4                 | 21                |
| Nueva Zelanda 1993      | Cuarto lugar      | 4.º               | 3                 | 0                 | 1                 | 2                 | 2                 | 11                |
| Vanuatu 1995            | Primera ronda     | 5.º               | 1                 | 0                 | 0                 | 1                 | 0                 | 4                 |
| Nueva Zelanda 1997      | Cuarto lugar      | 4.º               | 5                 | 2                 | 0                 | 3                 | 5                 | 11                |
| Fiyi 1999               | Subcampeón        | 2.º               | 7                 | 5                 | 0                 | 2                 | 37                | 13                |
| Vanuatu 2001            | Primera ronda     | 7.º               | 4                 | 1                 | 0                 | 3                 | 9                 | 5                 |
| Samoa Americana 2003    | Primera ronda     | 4.º               | 4                 | 3                 | 0                 | 1                 | 18                | 3                 |
| Nueva Caledonia 2005    | Primera ronda     | 5.º               | 4                 | 2                 | 1                 | 1                 | 9                 | 6                 |
| Polinesia Francesa 2007 | Tercer lugar      | 3.º               | 3                 | 0                 | 2                 | 1                 | 2                 | 4                 |
| Nueva Zelanda 2009      | Sin participación | Sin participación | Sin participación | Sin participación | Sin participación | Sin participación | Sin participación | Sin participación |
| Nueva Zelanda 2011      | Primera ronda     | 7.º               | 4                 | 1                 | 0                 | 3                 | 10                | 6                 |
| Vanuatu 2013            | Cuarto lugar      | 4.º               | 5                 | 2                 | 1                 | 2                 | 10                | 8                 |
| Samoa 2015              | Primera ronda     | 6.º               | 5                 | 2                 | 1                 | 2                 | 10                | 12                |
| Polinesia Francesa 2017 | Primera ronda     | 6.º               | 3                 | 1                 | 1                 | 1                 | 4                 | 6                 |
| Islas Salomon 2018      | Cuarto lugar      | 4.º               | 5                 | 2                 | 0                 | 3                 | 6                 | 10                |
| Fiyi 2023               | Cuarto lugar      | 4.º               | 5                 | 3                 | 0                 | 2                 | 10                | 7                 |
| Total                   | 18/19             | -                 | 75                | 24                | 12                | 39                | 153               | 179               |